# Колумбия (окръг, Ню Йорк)
Вижте пояснителната страница за други значения на Колумбия.
Окръг Колумбия (на английски: Columbia County) е окръг в щата Ню Йорк, Съединени американски щати. Площта му е 1678 km², а населението – 60 604 души (2017). Административен център е град Хъдсън.